# Ambohimanga
Ambohimanga (istočnomalgaški za "plavi brežuljak") je kompleks kraljevske nekropole i utvrđene rezidencijalne palače velikog kulturnog i povijesnog značaja na Madagaskaru; smješten oko 24 km istočno od glavnog gada, Antananariva. Ambohimanga je jedno od 12 svetih brežuljaka naroda Merina, etničke zajednice koja je u 19. stoljeću zavladala većinom otoka Madagaskara i uvela jedinstvenu upravu. Ambohimangu i dan danas pohode hodočasnici iz cijelog Madagaskara i šire. To je prepoznao UNESCO kada je Ambohimanga upisana na popis mjesta svjetske baštine u Africi kao "simbol nacionalnog identiteta otočana značajnog duhovnog i ritualnog značaja posljednjih 500 godina".

## Povijest
Vladar Kraljevstva Merina, Andriamasinavalona, podijelio je svoje kraljevstvo 1710. godine, ostavljajući Ambohimangu jednom od četvorice sinova, koji je od nje napravio svoju prijestolnicu. Ambohimanga je 1787. godine postala posjed princa Andrianampoinimerina koji je otpočeo projekt ujedinjenja Kraljevstva Merina iz svoje nove prijestolnice u Antananarivu, ali je još uvijek često boravio u svojoj staroj drvenoj palači u Ambohimangi. Ambohimanga se otada držala jednim od svetih kraljevskih brda Merina i bila znana kao "Zabranjeni grad" sve do 1897. godine kada je francuska kolonijalna uprava prenijela sve relikvije i značajne stvari kraljevske obitelji u Antananarivo kako bi na taj način razbili duh otpora i etničkog identiteta inspiriran tim simbolima.

## Odlike
Naselje Ambohimanga ima sedam vrata od kojih su Ambatomitsangana (Temeljni kamen) glavna, najveća i dobro očuvana. Zid oko naselja izgrađen je 1847. god. po nalogu kraljice Ranavalone I., od kamena povezanog drevnom žbukom (spoj vapna i bjelanjka).
- Mahandrihono je skromna drvena zgrada izgrađena u tradicionalnom madagaskarskom arhitektonskom stilu, koja je bila sjedište kralja Andrianampoinimerina prije premještanja prijestolnice u Antananarivo. U njoj se još uvijek nalaze predmeti koji su pripadali kralju Andrianampoinimerina kao što su oružje, bubnjevi, talismani i ogroman krevet u koji je primao svojih dvanaest žena.
- Nanjaka je bila utvrda unutar kompleksa, ali je uništena za vrijeme pogreba kraljice Ranavalone I. kad je eksplodirao barut smješten u obližnjem objektu.
- Dva drvena paviljona palače kraljice Ranavalone II. izgrađena su od palisandra 1871. god. Prvi, veći i prostraniji, ima dvoranu za prijeme i veliki salon u prizemlju, te spavaće sobe kraljice Ranavalone II. na katu. U njemu je i danas izvorni europski namještaj, i mnogi darovi koje je kraljica primala od stranih državnika i njihovih predstavnika. Drugi, manji paviljon, zovu Trano Fitaratra ("kuća od stakla") u kojemu je kraljica primala ministre na savjetovanje. Objekt ima velike prozore na sve četiri strane, s pogledom na zelenilo.
- Amparihi su dva velika bazena isklesana iz kamena; jedan je bio za kupanje kralja Andrianampoinimerina, a drugi je bio kraljice Ranavalone I. Voda je jednom tjedno donošena iz svetog jezera Amparihi na sjeveru naselja.

- Zidine Ambohimanga
- Jedna od sedam vrata Ambohimanga
- Unutrašnjost palače
- Kraljevski bazeni Amparihi
- Kraljevski grobovi

## Vanjske poveznice
- Povijest Ambohimanga  Arhivirana inačica izvorne stranice od 18. prosinca 2010. (Wayback Machine) (engl.)
- Ambohimanga Der Hügel der Könige  Arhivirana inačica izvorne stranice od 2. prosinca 2020. (Wayback Machine) (njem.)